# 偏关吴城遗址
吴城遗址是位于山西省忻州市偏关县南楼沟乡吴城村的一座古遗址，于1986年8月18日成为中华人民共和国「山西省文物保护单位」之一。。
吴城遗址又名“吴王城”，有从新石器时代至东周、秦、汉时期的遗存。遗存有陶器、瓦当、铜箭簇、铜镜、印章、青铜剑、青铜鼎、冶炼矿渣等，另有一座汉代城址。遗址南北长1000米，东西宽500米，1987年考古调查得出城垣周长3000米。